# ديك مور
ديك مور (14 نوفمبر 1913 - 1 مارس 2002) (بالإنجليزية: Dick Moore)‏ هو لاعب كريكت بريطاني (وحمل سابقاً جنسية المملكة المتحدة لبريطانيا العظمى وأيرلندا). شارك مع منتخب إنجلترا للكريكت.

## وصلات خارجية
- ديك مور على موقع إي آس بي آن كريك إنفو (الإنجليزية)